# La Vineuse sur Fregande
La Vineuse sur Fregande ist eine französische Gemeinde mit 653 Einwohnern (Stand: 1. Januar 2022) im Département Saône-et-Loire in der Region Bourgogne-Franche-Comté. Sie gehört zum Arrondissement Mâcon, zum Kanton Cluny und zum Kommunalverband Le Clunisois.
Die Gemeinde wurde zum 1. Januar 2017 als Commune nouvelle aus den bis dahin eigenständigen Gemeinden Donzy-le-National, Massy, La Vineuse und Vitry-lès-Cluny gebildet.

## Geografie
La Vineuse sur Fregande liegt etwa neun Kilometer nordwestlich von Cluny. Umgeben wird La Vineuse-sur-Fregande von den Nachbargemeinden Salornay-sur-Guye im Norden und Nordosten, Flagy im Osten und Nordosten, Lournand im Osten, Cluny im Südosten, Château im Süden, Buffières im Südwesten, Chiddes und Saint-Vincent-des-Prés im Westen sowie Saint-André-le-Désert im Nordwesten.

## Gliederung
| Ortsteil                     | ehemaliger INSEE-Code | Fläche (km²) | Einwohnerzahl (2022) |
| ---------------------------- | --------------------- | ------------ | -------------------- |
| Donzy-le-National            | 71180                 | 10,28        | 224                  |
| Massy                        | 71288                 | 05,07        | 054                  |
| La Vineuse (Verwaltungssitz) | 71582                 | 15,75        | 295                  |
| Vitry-lès-Cluny              | 71587                 | 04,71        | 080                  |

## Sehenswürdigkeiten

### Donzy-le-National
- Kirche Sainte-Marie-Madeleine

### Massy
- romanische Kirche Saint-Denis aus dem 11. Jahrhundert, Monument historique seit 1991

### La Vineuse
- Kirche Notre-Dame aus dem 11. Jahrhundert

### Vitry-lès-Cluny
- Prioratskirche Saint-Blaise

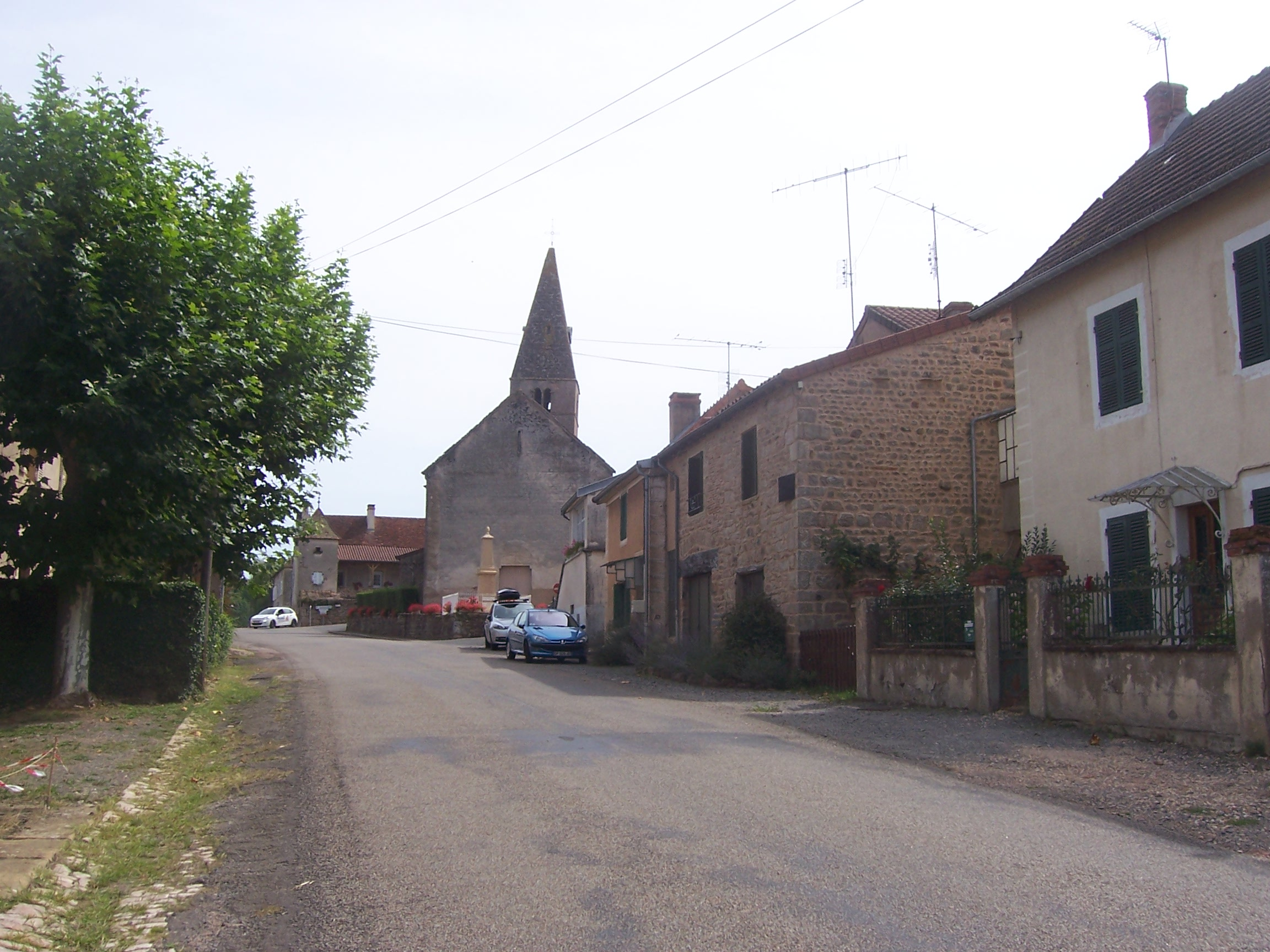
Ortskern von Donzy-le-National mit Kirche Sainte-Marie-Madeleine
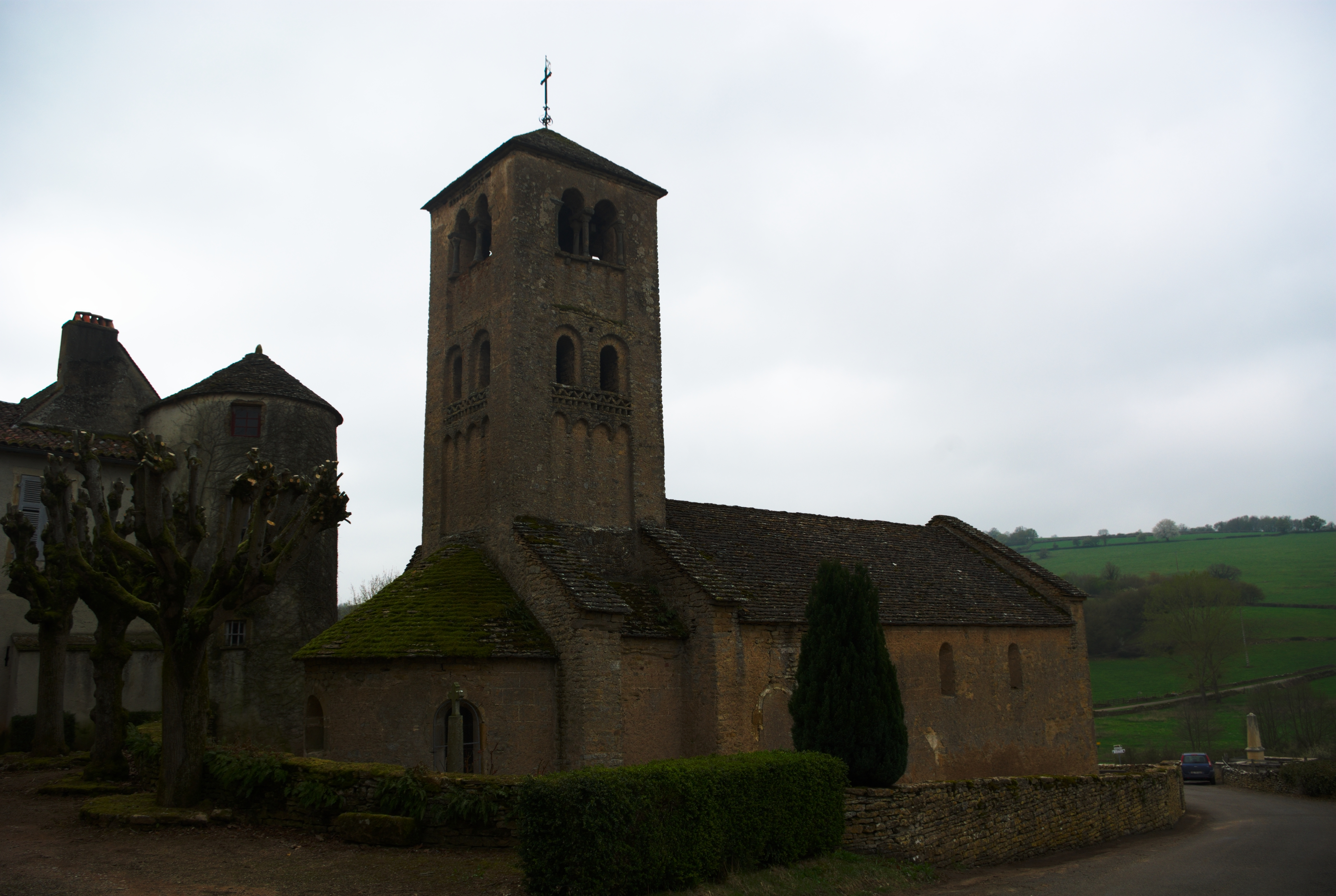
Kirche Saint-Denis (Massy)
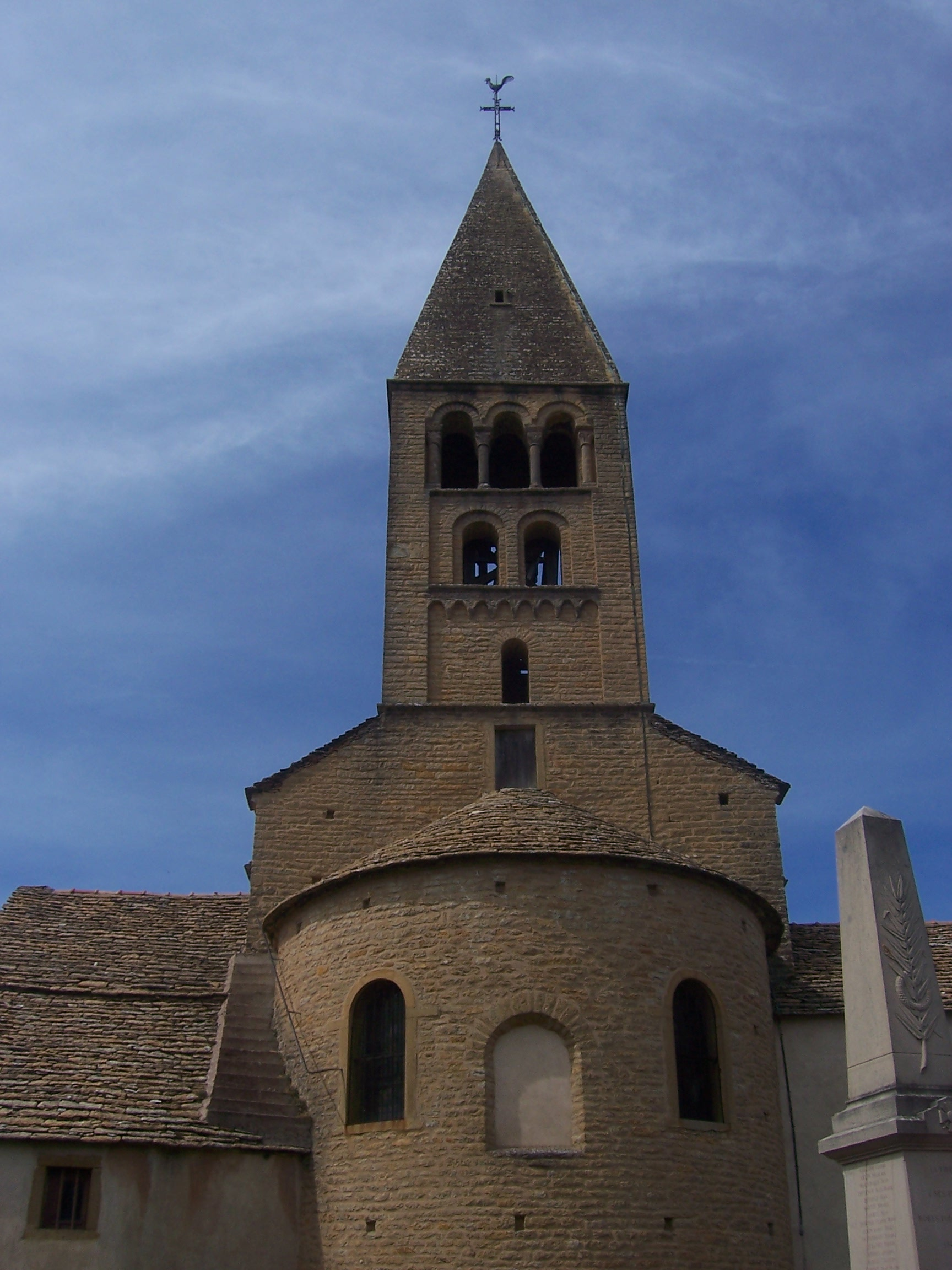
Kirche Notre-Dame (La Vineuse)
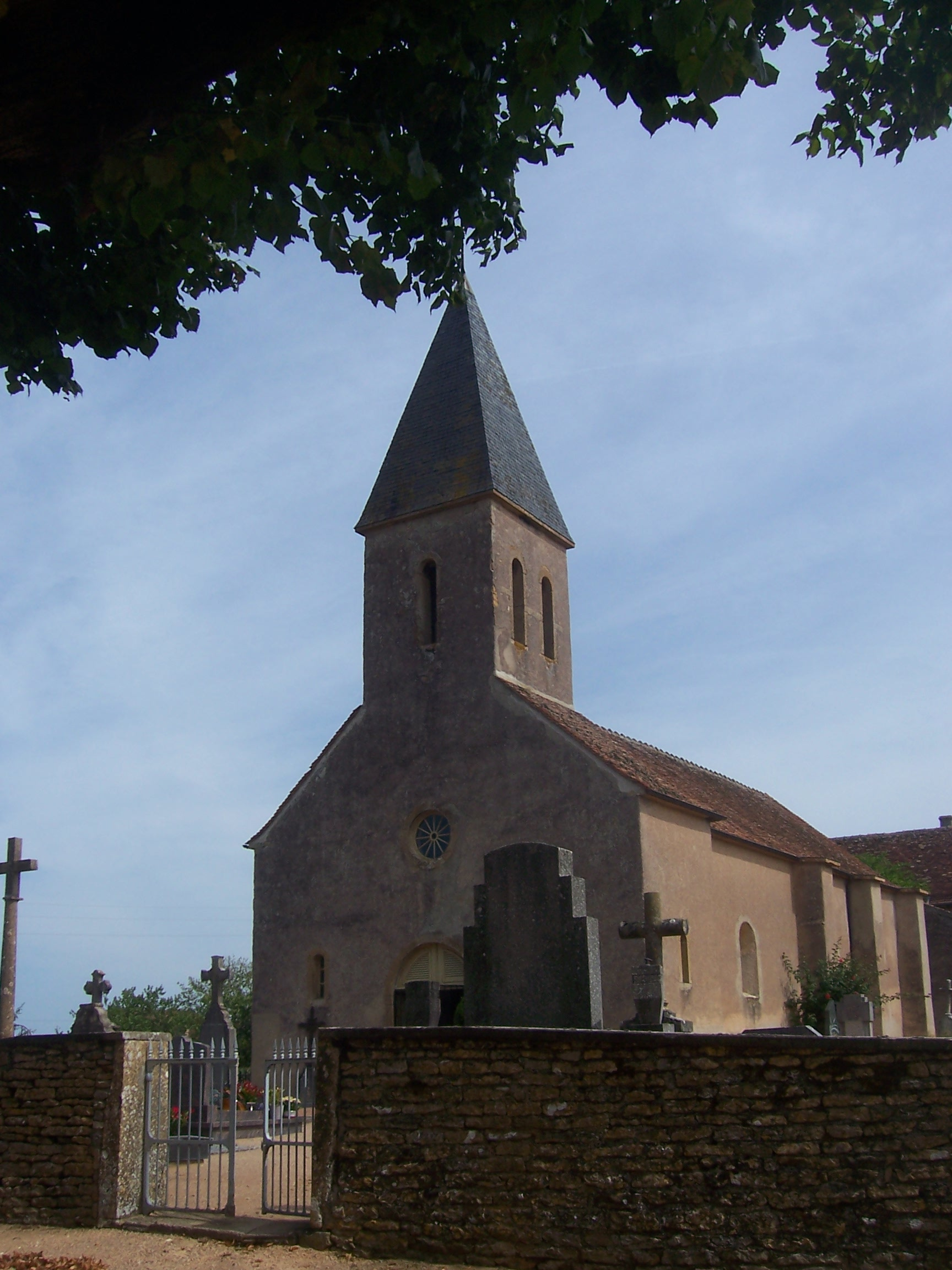
Kirche Saint-Blaise (Vitry-lès-Cluny)